# Number 32 (Pollock)
Number 32 ist ein 1950 entstandenes Gemälde des US-amerikanischen Malers Jackson Pollock. Es zählt zu seinen wichtigsten Werken und ist das einzige große Drip Painting in einem europäischen Museum. Seit 1964 befindet sich das Bild in der Kunstsammlung Nordrhein-Westfalen.

## Geschichte und Provenienz
Number 32, 1950 zählt zu den radikalsten Bildfindungen, nicht nur im Werk Jackson Pollocks, sondern in der amerikanischen Kunst des Abstrakten Expressionismus überhaupt. Im Jahr 1950 malte Pollock eine Dreiergruppe bestehend aus wandbildartigen Großformaten. Neben dem Düsseldorfer Werk zählen dazu One: Number 31, 1950 (MoMa) und Autumn Rhythm: Number 30, 1950 (Metropolitan Museum of Art).

„Im Unterschied zu den beiden anderen monumentalen Hauptwerken des Künstlers zeichnet sich ‚Number 32, 1950‘ durch größte Einfachheit aus: Als einziges der genannten Werke ist ‚Number 32, 1950‘ monochrom gehalten; seine Wirkung basiert allein auf dem Zusammenspiel von schwarzem Farbstoff und hellem Bildträger“

Pollock malte das Bild 1950 und verkaufte es bis zu seinem Tod (1956) nicht. Anschließend ging es an seine Frau Lee Krasner über, die es schließlich 1964 über die Marlborough-Gerson-Gallery für 650.000 DM an die Kunstsammlung Nordrhein-Westfalen verkaufte, zu einem Preis, der zur damaligen Zeit viel Kritik hervorrief.

## Entstehung
Die Hinwendung zur rein abstrakten Malerei in Form der Tropfbilder wie Number 32 stellte für Pollock einen Übergang zur „automatischen, frei assoziierenden Malerei“ dar, wobei „seine Malerei selbst zu einem rituellen Vorgang werden“ ließ. Nach eigenen Worten wollte er damit seine „Gefühle ausdrücken, nicht sie darstellen“ und versuchte, dabei das Gemalte „leben zu lassen“.
Pollock malte das Bild wie andere Bilder, indem er die Leinwand auf dem Boden auslegte und sie dann von allen Seiten mit der Farbe bearbeitete. Er benutzte dabei selten die klassischen Malerwerkzeuge wie eine Farbpalette und einen Pinsel, stattdessen nutzte er Stöcke, Spatel, Messer und verdünnte und tropfende, flüssige Farbe, die er teilweise auch direkt aus der Dose auf die Leinwand tropfen ließ. Dabei bewegte er sich kontinuierlich um die Leinwand und bearbeitete jede Stelle, ohne einzelne Bereiche hervorzuheben. Wie bei vielen Bildern legte Pollock auch bei Number 32 erst ein komplexes Muster aus schwarzen Linien mit verdünnter Farbe an, die zum Teil in die unbehandelte Leinwand einzog und so weitere Muster bildete. Das Muster aus den weiteren Farben wurde anschließend aufgetragen." 
Die Bewegungen und die Farbführung überließ er dabei zu einem großen Teil dem Zufall und er verzichtete weitgehend auf eine bewusste Kontrolle, indem er die Hand, den Arm und auch den ganzen Körper in Bewegungen versetzte. Zugleich betonte er, dass er die Farbe kontrollieren könne und nichts in dem Bild als Unfall zu werten sei.
Das Werk wurde erst kurz vor seiner ersten Ausstellung in der Betty Parsons-Gallery auf einen Keilrahmen montiert und mit Richtungspfeilen versehen.

## Ausstellungen
Das Bild wurde seit seiner Entstehung in über dreißig verschiedenen Ausstellungen gezeigt. Einige Beispiele:
- Jackson Pollock, Museum of Modern Art, New York 1956/57, Kat. Nr. 25 mit Abb. S. 1, S. 27
- IV. Biennale, São Paulo 1957, Kat. Nr. 20 mit Abb. S. 199
- Jackson Pollock 1912-1956, Kunsthalle Basel/Stedelijk Museum, Amsterdam/Kunstverein Hamburg, 1958, Kat. Nr. 19
- Documenta 2, Kassel 1959, Kat. Nr. 8
- Jackson Pollock, Kunsthaus Zürich, 1961, Kat. Nr. 88 mit Abb. 7
- Documenta 3, Kassel 1964, Kat. Nr. 1, S. 280
- Jackson Pollock, Museum of Modern Art, New York 1967, Kat. Nr. 52 mit Abb. S. 8/9
- Picasso to Lichtenstein, Tate Gallery, London 1974, Kat. Nr. 111
- American Art at Mid-Century. The Subjects of the Artist, National Gallery of Art, Washington 1978, Abb. 3, S. 126, Abb. 11, S. 135
- Jackson Pollock, Museum of Modern Art, New York/Tate Gallery, London, 1998/99